# Radu Vasile
Radu Vasile (ur. 10 października 1942 w Sybinie, zm. 3 lipca 2013 w Bukareszcie) – rumuński polityk, historyk, ekonomista i publicysta, w latach 1998–1999 premier Rumunii.

## Życiorys
W 1967 ukończył historię na Uniwersytecie Bukareszteńskim, w 1977 uzyskał stopień naukowy doktora, specjalizując się w historii doktryn gospodarczych. Początkowo pracował w muzeum jako historyk, następnie w jednym z instytutów Akademii Rumuńskiej. Od 1972 był zawodowo związany z Akademią Studiów Ekonomicznych w Bukareszcie, od 1993 na stanowisku profesora. W latach 1990–1992 pełnił na tej uczelni funkcję prodziekana wydziału handlu. Działał w krajowym stowarzyszeniu ekonomistów.
W 1990 dołączył do Partii Narodowo-Chłopskiej-Chrześcijańsko-Demokratycznej (PNȚCD), był redaktorem partyjnego czasopisma „Dreptatea”. W 1992 i w 1996 uzyskiwał mandat senatora, pełnił funkcję wiceprzewodniczącego tej izby.
17 kwietnia 1998 objął urząd premiera Rumunii w ramach koalicyjnego gabinetu. Zmagał się z siłowymi protestami górników (tzw. mineriady), należał do architektów prounijnego kierunku polityki zagranicznej. W trakcie urzędowania przeszedł zawał mięśnia sercowego. Zakończył urzędowanie 14 grudnia 1999, został odwołany z inicjatywy prezydenta Emila Constantinescu, następnie władze PNȚCD podjęły decyzję o jego wykluczeniu z partii. W 2000 przez kilka miesięcy kierował Partią Ludową Rumunii, następnie dołączył do Partii Demokratycznej, którą do 2004 reprezentował w Senacie.
Był autorem artykułów naukowych z zakresu historii gospodarki i demografii, opublikował jedną powieść i wspomnienia z okresu pełnienia funkcji premiera, pisał także wiersze pod pseudonimem Radu Mischiu.

## Odznaczenia
- Kawaler Orderu Gwiazdy Rumunii (cywilny) (pośmiertnie, 2013)[6]